# Eryngium cylindricum
Eryngium cylindricum är en flockblommig växtart som beskrevs av Larranaga. Eryngium cylindricum ingår i släktet martornar, och familjen flockblommiga växter. Inga underarter finns listade i Catalogue of Life.